# Puzur-Assur I
Puzur-Assur I, rey de Assur (hacia 2003 a. C.) y fundador de una dinastía que gobernó Asiria durante el período paleoasirio.
Extendió su influencia por los territorios de Subartu, Qutium y el norte de Acad. También construyó diversos templos en Assur y sus murallas.
Sólo es conocido por su lugar en la Lista asiria de reyes, y por las referencias en las inscripciones de sus descendientes, ya que no hay ninguna contemporánea. Sus predecesores inmediatos llevaban nombres hurritas, y la dinastía que él pudo haber fundado, duró hasta Erishum II, que fue derrocado por Shamshi-Adad I. El título de išši’ak aššur, (vice-regente de Assur) fue llevado por sus sucesores, en relación con el rango que, normalmente figura escrito en lengua sumeria, como PA.TE.SI, que quiere decir ensi o gobernador."
Fue sucedido por su hijo, Shalim-akhe.